# Korea Airports Corporation
Korea Airports Corporation (en español, Corporación de Aeropuertos de Corea) es una empresa pública coreana establecida en 1980 para la gestión aeroportuaria de aeropuertos en Corea del Sur. La empresa se encarga de la construcción, gestión y operación de aeropuertos y la gestión del transporte aéreo. 
Como organización especializada en la gestión de aeroportuaria, KAC gestiona y opera un total de 14 aeropuertos en Corea del Sur, incluidos Gimpo, Gimhae, Jeju, Daegu, Muan, Cheongju y el aeropuerto internacional de Yangyang. KAC también administra el centro de control de área, 10 estaciones de VOR/TAC y el Centro de Capacitación de Aviación Civil de Corea.
La empresa tiene su sede en el aeropuerto internacional de Gimpo en el distrito de Gangseo-gu de Seúl.

## Cronología

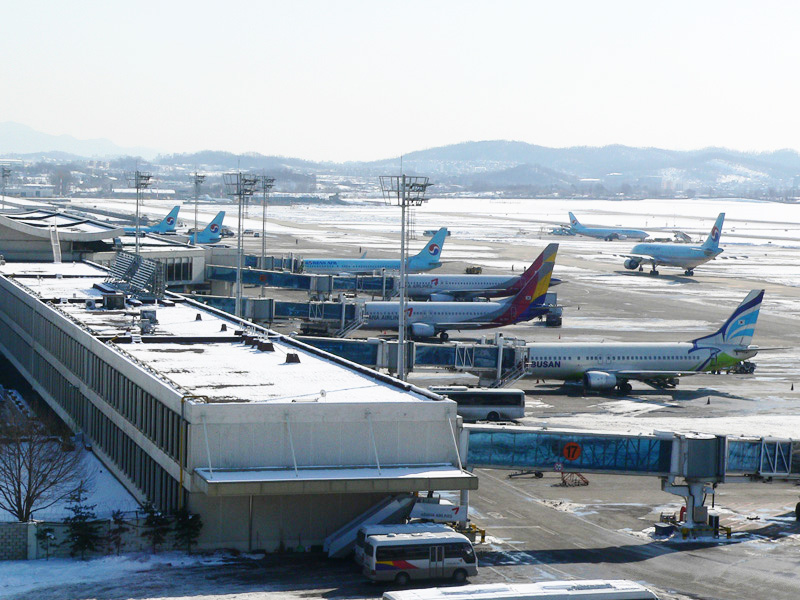
El aeropuerto internacional de Gimpo en Seúl, localización de la sede de la empresa.

### sigloXX
- 30 de mayo de 1980 - Se establece el International Airport Authority.[4]
- 1 de julio de 1980 – Se adquiere el derecho de operar el Aeropuerto Internacional de Gimpo
- 9 de mayo de 1983: Se adquiere el derecho de operar el Aeropuerto Internacional de Gimhae
- 1 de junio de 1984 - Se inaugura el Centro de Formación de Aviación Civil.
- 6 de septiembre de 1985 – Se adquiere el derecho de operar el Aeropuerto Internacional de Jeju en la isla de Jeju.
- 7 de abril de 1990 - Se cambia el nombre de la empresa a Korea International Airport Authority.
- 28 de junio de 1990: Se adquiere el derecho de operar nueve aeropuertos nacionales, incluido el aeropuerto de Daegu.
- 14 de diciembre de 1991 - Se renombra al Korea Airports Authority.
- 13 de diciembre de 1994 - Se abre el centro de control de tráfico de rutas aéreas.
- 15 de enero de 1997: Se adquiere el derecho de operar los aeropuertos de Cheongju y Wonju.
- 15 de enero de 1999: Se adquiere el derecho a operar 8 estaciones de VOR/TAC (incluido el VOR/TAC de Yangyang).

### sigloXXI
- 2 de marzo de 2002: Se renombra la empresa a Korea Airports Corporation (KAC).
- 3 de abril de 2002: Se adquiere el derecho de operar el Aeropuerto Internacional de Yangyang.
- 30 de noviembre de 2003 - Se inaugura el vuelo entre Gimpo y Haneda en Tokio (Japón).
- 30 de agosto de 2004: Obtención del certificado del sistema de calidad del servicio ISO 9001
- 21 de diciembre de 2005 - Se abre la academia de servicio.
- 23 de octubre de 2007 – Se adquiere el derecho de operar el Aeropuerto Internacional de Muan.
- 28 de octubre de 2007 - Se inaugura el vuelo entre Gimpo y Hongqiao.
- 28 de marzo de 2008: Se inicia la fabricación y venta de equipos de I+D y negocios de aeropuertos en el extranjero.
- 8 de julio de 2010 – Se adquiere el derecho de operar el Centro de Entrenamiento de Aviación Civil de Uljin.
- 18 de marzo de 2014: Se inicia la capacitación de profesionales de la aviación.
- 22 de noviembre de 2014: La empresa se amplía hacia a los sectores del manejo y mantenimiento de aeronaves.